# Frank R. Palmer
Frank Robert Palmer (* 9. April 1922; † 1. November 2019) war ein britischer Linguist, Autor wissenschaftlicher Publikationen und emeritierter Hochschullehrer der University of Reading.

## Leben und Wirken
Er wohnte mit seinen Eltern in Kendleshire (South Gloucestershire). Seine erste schulische Ausbildung erhielt Palmer an der Hambrook School (in Hambrook). Er wurde dort im Admission Register 1922–1946 mit dem Tag seiner Einschulung für den Montag, den 30. August 1926 registriert. Am 2. September 1932 wechselte er auf die Bristol Grammar School. Später ging Palmer an das New College in Oxford.
In den 1940er-Jahren war Palmer Mitglied der British Army im Rang eines Lieutenant. Nach dem Ende des Zweiten Weltkrieges übernahm zum Anfang bis Ende der 1950er-Jahre die Position eines Professors an der School of Oriental and African Studies (SOAS) an der Universität in London. Dort wurde er durch John Rupert Firth – er war in dieser Zeit Abteilungsleiter – ermutigt, neben einer Reihe von dessen weiteren Mitarbeitern und Schülern, die später alle bekannte Linguisten werden sollten, sich für die Forschung in einer Reihe von afrikanischen und orientalischen Sprachen zu engagieren. Terence Frederick Mitchell arbeitete auf dem Gebiet des Arabischen und der Berbersprachen, Palmer an den äthiopischen Sprachen, Michael Halliday am Chinesischen und Richard Keith Sprigg (1922–2011) spezialisierte sich auf die Phonologie der asiatischen Sprachen. Später, zum Ende der 1960er-Jahre, bemühte sich Palmer sich um die posthume Herausgabe wichtiger Arbeiten von J. R. Firth.
Palmer und seine Ehefrau Jean Elisabeth ließen ihren Sohn Robert George (* 8. November 1950) am 31. Dezember 1950 taufen.
Im Jahre 1952 ging er für ein Jahr im Rahmen einer Forschungsreise, zum Studium der Sprachen nach Äthiopien. Er studierte die äthiopischen Sprachen Tigre, Bilin, Amharisch und die Sprache der Agau aus der Gruppe der kuschitischen Sprachen. Darüber hinaus war er mit dem Lateinischen, Griechischen und etlichen europäischen Sprachen sowie dem Arabischen beschäftigt.
Im Jahre 1960 bekam er einen Ruf als Professor für Linguistik an der Bangor University in Wales, Linguistic Science at the University of Bangor.
Zusammen mit John Lyons veröffentlichte er 1976 das zweibändige Werk Semantics.
Palmer war Professor für die Linguistic Science at the University of Reading in der englischen Stadt Reading. Er zeichnete folgende Mitgliedschaften, Fellow für die British Academy und der Academia Europaea. Mit dem Jahre 1955 zeichnete er die Mitgliedschaft in der Linguistic Society of America (LSA).
Seine offiziellen akademischen Aufgaben erfüllte er lehrend und forschend für die Sprachwissenschaften von 1965 an bis 1987 an der University of Reading. Palmer war der Herausgeber des Journal of Linguistics von 1969 bis 1979.
Sein Forschungsschwerpunkt waren die Sprachtheorie sowie die englische und die äthiopischen Sprachen. Als Sprachforscher lehrte und forschte er in einer Vielzahl von Ländern. Im Jahre 1981 war er im Rahmen seines Aufenthaltes in der Volksrepublik China Gastprofessor an der Beijing Foreign Studies University in Peking.

## Frank R. Palmers Analyse der Modalität
Die Palmersche Analyse und Reflexion über die Modalität aus dem Jahre (1979) Modality and the English Modals und insbesondere in der umfassenden Form aus dem Jahre (1986) Mood and Modality sind wegweisend für das Verständnis der Modalität nicht nur in der Englischen Sprache. Palmer (2001) betrachtet die Modalität als eine grammatikalische Kategorie, eine Kategorie, die mit dem Tempus und Aspekt verwandt sei. Während der Tempus und Aspekt auf die zeitliche Einordnung oder den internen zeitlichen Verlauf des Geschehens Bezug nähmen, führte die Modalität den Status der Proposition eines Ereignisses auf.
Palmer teilte die verschiedenen Arten von Modalität wie folgt ein:
Propositionalmodalität
- Epistemische[19] Modalität
- Evidentialität[20]

Ereignismodalität
- Deontische[21] Modalität
- Dynamische Modalität
  - neutrale dynamische Modalität
  - subjektive dynamische Modalität

Die beiden Hauptgruppen sind aber nach Palmer die Propositional- und Ereignismodalität.
Der Terminus deontisch stammt aus der Logik (vergleiche auch die Terminologie aus der Aussagenlogik und der Modallogik) und wird in der Linguistik für eine Verpflichtung und Erlaubnis verwendet. Deontische Modalität betrifft die Notwendigkeit oder Möglichkeit von Handlungen und Ereignissen, die von moralisch verantwortlichen Handelnden ausgeführt werden.

## Werke (Auswahl)
- Mood and Modality. Cambridge University Press, Cambridge 1986, ISBN 0-521-31930-7.
- Modals and Actuality. In: Journal of Linguistics. Band 13, 1977, S. 1–23.
- Modality and the English Modals. Longman, London 1979.
- mit John Lyons: Semantics. Cambridge University Press, Cambridge 1981, ISBN 0-521-28376-0.
- Literature and Moral Understanding: Philosophical Essay on Ethics, Aesthetics, Education and Culture. Oxford University Press, 1992, ISBN 0-19-824232-8.
- Grammatical Roles and Relations. (= Cambridge Textbooks in Linguistics). Cambridge University Press, 2008, ISBN 978-0-521-45836-8.
- The English Verb. Longman Linguistics Library, 1988, ISBN 0-582-29714-1.
- The Verb Classes of Agaw (Awiya). In: Mitteilungen des Instituts für Orientforschung. Band 7,2, Berlin 1959, S. 270–297.
- Bilin “to be” and “to have”. In: African Language Studies. Band 6, 1965, S. 101–111.
- Word classes in Bilin. In: Lingua. 17(1–2), 1966, S. 200–209.
- An outline of Bilin phonology. In: Atti del Convegno Internazionale di Studi Etiopici (Roma 2–4 April 1959). Accademia Nazionale dei Lincei, Rom 1960, S. 109–116.
- The Morphology of the Tigre Noun. (= London oriental series. 13). Routledge Curzon, 1962, OCLC 4320882.
- The noun in Bilin. In: Bulletin of the School of Oriental and African Studies. Band 21, 1958, S. 376–391.
- ‘Openness’ in Tigre: a problem in prosodic statement." In: Bulletin of the School of Oriental and African Studies. Band 18/3, S. 561–577.
- Relative clauses in Tigre. In: Word. Band 17/1, 1961, S. 23–33.
- mit Theodora Bynon (Hrsg.): Studies in the history of linguistic science: a festschrift for R. H. Robins. Cambridge University Press, 1986.
- Lexical aspect in English. Selected Papers from the 18th ISTAL, 2009, S. 1–15.
- The broken plurals of Tigrinya. 1955.
- The derived forms of the Tigrinya verb. 1960.
- Some remarks on the grammar and phonology of the ‘compound verbs’ in Cushitic and Ethiopian Semitic. Accademia Nazionale dei Lincei, Problemi attuali di scienza e di cultura, quaderno n. 191, Roma 1974, S. 71–77.
- Negation and modality in the Germanic languages. In: T. Swan, O. J. Westvik (Hrsg.): Modality in Germanic Languages: Historical and Comparative Perspectives. Berlin 1997.

### Deutsche Übersetzungen (Auswahl)
- Grammatik und Grammatiktheorie. übersetzt von Christoph Gutknecht. C.H. Beck, München 1974
- Semantik. Eine Einführung. übersetzt von Christoph Gutknecht. C.H. Beck, München 1977